# مارك فيرث (موسيقي)
مارك فيرث (بالإنجليزية: Mark Frith)‏ Mark Frith هو أغاني وكاتب أغاني وعازف متعدد إنجليزي. 
اشتهر بأنه المغني الرئيسي لفرقة ذا تروبادورس، وهي فرقة روك إنجليزية.
بعد كتابة العديد من الأغاني بدأ في عام 2005 في ليفربول، بمحاولة إنشاء فرقة موسيقية من أجل إيصال أعماله إلى الجمهور. وهكذا ولدت فرقة ذا تروبادورس في أواخر هذا العام.
أطلق عليه بول ويلر عام 2008 لقب «كاتب الأغاني البريطاني الكلاسيكي» وصرح المنتج الموسيقي جون ليك أنه «أفضل كاتب أغاني عملت معه منذ عشر سنوات».

## روابط خارجية
- مارك فيرث (موسيقي) على موقع IMDb (الإنجليزية)